# 320 Катаріна
320 Катарі́на (320 Katharina) — астероїд головного поясу, відкритий 11 жовтня 1891 року Йоганном Палізою у Відні.